# Amy Scurria
Amy Scurria (* 24. September 1973) ist eine US-amerikanische Komponistin.
Scurria hatte ab dem elften Lebensjahr Klavierunterricht und begann zu dieser Zeit auch zu komponieren. 1991 war sie Gewinnerin der Northern Virginia Composition Competition. Sie studierte Komposition an der Shepherd School of Music der Rice University in Houston, am Peabody Conservatory of Music bei Chen Yi und Robert Sirota und an der Duke University bei Anthony Kelley und Stephen Jaffe. Außerdem nahm sie 1999 an der Schola Cantorum in Paris Unterricht bei Samuel Adler, Philip Lasser und Narcis Bonet und war Teilnehmerin des Sommer-Kompositionsprogramms des Westminster Choir College.
Ihre Kompositionen wurden 1994 beim Aspen Music Festival und 1995 bei der Nationalen Konferenz Woman in Arts aufgeführt. Sie erhielt Kompositionsaufträge von Orchestern wie dem Philadelphia Orchestra, dem Minnesota Orchestra, dem Fort Wayne Philharmonic Orchestra, dem Vermont Youth Orchestra und der LongLeaf Opera Company und Chören wie Youth Pro Musica, dem Shepherd College Concert Choir und dem Bryn Mawr Presbyterian Church Choir. Mit der Dirigentin Sara Jobin, der Autorin Carol Gilligan und deren Sohn Jonathan Gilligan arbeitet sie an der Oper Pearl nach Nathaniel Hawthornes Roman The Scarlet Letter.

## Werke
- A Winter of Flowers für Mezzosopran und Klavier, 1994
- Variations of Reflection für Klavier, 1994
- Games Children Play für Klavier und Sprecher, 1995
- Impromptu für hohe Stimme und Klavier, 1996
- Rains Alive für hohe Stimme und Klavier, 1996
- Beyond All Walking für Orchester, 1997
- Five Haiku für Sopran, Bariton und Kammerensemble, 1998
- Salmo 100 für gemischten Chor a cappella, 1999
- Advent für Sopran und Klavier, 2000
- Press Onward für gemischten Chor a cappella, 2001
- Hagar's Prayer für Sopran, Trompete und Klavier, 2001
- Blossoms für Frauenchor a cappella, 2001
- Thou Who Art Over Us für gemischten Chor und Orgel, 2002
- Blessings of Liberty Für Orchester, 2002
- What is the Beginning? für Frauenchor und Klavier, 2002
- In His High Service für gemischten Chor und Orgel, 2003
- We Are Met at Gettysburg für Orchester und Kinderchor, 2003
- i thank you God for most this amazing für gemischten Chor und Orgel, 2005
- Adaptations für Klavier, 2007
- Something Borrowed, Something Blue für Klavier, 2008
- Tiamat für zwei Posaunen und Tuba oder Posaune, Euphonium und Tuba, 2008
- La Loba für Orchester, 2008
- Esperanza Rising für Sopran, Mezzosopran, Tenor, Violine, Cello und Klavier, 2009
- What the Soul Remembers für Orchester, 2009